# Anfisa Reztsova
Anfisa Anatoljevna Reztsova (Russisch: Анфиса Анатольевна Резцова) geboren als Anfisa Anatoljevna Romanova,  (Yakimets, 16 december 1964 – Dolgoprudny, 19 oktober 2023) was een langlaufster en biatlete uit Rusland. Ze vertegenwoordigde haar vaderland op de Olympische Winterspelen 1988 in Calgary en de Olympische Winterspelen 1994 in Lillehammer. Ze nam deel aan de Olympische Winterspelen 1992 in Albertville als deel van het Gezamenlijke team. Ze is de moeder van biatlete Daria Virolaynen.

## Resultaten

### Olympische Winterspelen

#### Langlaufen
| Jaar | Plaats  | Resultaten               | Vertegenwoordigend land |
| ---- | ------- | ------------------------ | ----------------------- |
| 1988 | Calgary | 20 km · 4x5 km estafette | Sovjet-Unie             |

#### Biatlon
| Jaar | Plaats      | Resultaten                                                     | Vertegenwoordigend land |
| ---- | ----------- | -------------------------------------------------------------- | ----------------------- |
| 1992 | Albertville | 7,5 km sprint · 26e 15 km individueel · 3x7,5 km estafette     | Gezamenlijke team       |
| 1994 | Lillehammer | 32e 7,5 km sprint · 26e 15 km individueel · 4x7,5 km estafette | Rusland                 |

### Wereldkampioenschappen

#### Langlaufen
| Jaar | Plaats     | Resultaten                                                      |
| ---- | ---------- | --------------------------------------------------------------- |
| 1985 | Seefeld    | 4x5km estafette                                                 |
| 1987 | Oberstdorf | 5 km · 20 km · 4x5km estafette                                  |
| 1999 | Ramsau     | 11e 5 km · 5e 15 km · 4e 15 km achtervolging · 4x5 km estafette |

#### Biatlon
| Jaar | Plaats      | Resultaten                              |
| ---- | ----------- | --------------------------------------- |
| 1992 | Novosibirsk | 4x7,5 km estafette                      |
| 1995 | Antholz     | 20e 7,5 km sprint 6e 4x7,5 km estafette |

### Wereldbeker

#### Langlaufen
Eindklasseringen
| Seizoen | Plaats |
| ------- | ------ |
| 1985    | 6e     |
| 1987    | Zilver |
| 1988    | 13e    |
| 1999    | 9e     |
| 2000    | 32e    |

Wereldbekerzeges
| Datum            | Plaats      | Onderdeel |
| ---------------- | ----------- | --------- |
| 27 december 1998 | Krasnogorsk | 15 km     |

#### Biatlon
Eindklasseringen
| Seizoen   | Algemeen | Individueel | Sprint | Achtervolging | Massastart |
| --------- | -------- | ----------- | ------ | ------------- | ---------- |
| 1990/1991 | 48e      |             |        |               |            |
| 1991/1992 | Goud     |             |        |               |            |
| 1992/1993 | Goud     |             |        |               |            |
| 1993/1994 | 54e      |             |        |               |            |

Wereldbekerzeges
| Nr. | Datum           | Plaats              | Onderdeel         |
| --- | --------------- | ------------------- | ----------------- |
| 1.  | 15 januari 1993 | Oberhof Ridnaun-Val | 15 km individueel |
| 2.  | 16 januari 1993 | Oberhof Ridnaun-Val | 7,5 km sprint     |
| 3.  | 4 maart 1993    | Lillehammer         | 15 km individueel |
| 4.  | 6 maart 1993    | Lillehammer         | 7,5 km sprint     |
| 5.  | 13 maart 1993   | Östersund           | 7,5 km sprint     |
| 6.  | 20 maart 1993   | Kontiolahti         | 7,5 km sprint     |